# Метод зарядженого тіла
Метод зарядженого тіла (рос. заряженного тела метод, англ. charged body method, нім. Verfahren n des geladenen Körpers) — метод електричної розвідки корисних копалин, оснований на вивченні електричного або магнітного поля, що створюється штучно зарядженим об'єктом, наприклад, рудним тілом. Використовується для розвідки рудних корисних копалин, графіту, антрациту, вивчення рудних родовищ.